# Oberonia kinabaluensis
Oberonia kinabaluensis är en orkideart som beskrevs av Oakes Ames och Charles Schweinfurth. Oberonia kinabaluensis ingår i släktet Oberonia och familjen orkidéer. Inga underarter finns listade i Catalogue of Life.